# Étienne Krähenbühl (Bildhauer)
Étienne Krähenbühl, auch Étienne André Krähenbühl (* 22. Oktober 1953 in Vevey) ist ein Schweizer Bildhauer, Klangplastiker, Graveur und Zeichner.

## Leben und Werk
Étienne Krähenbühl erlernte 1968 bei seinem Schwager Pierre Audier das Schweissen. Von 1969 bis 1971 besuchte er die École des Beaux-Arts in Lausanne. Anschliessend unternahm er Studienreisen nach Barcelona und Paris.
Krähenbühl widmete sich ab 1983 ausschliesslich der Bildhauerei. 1997 lernte er den an der École polytechnique fédérale de Lausanne tätigen Physiker Rolf Gotthard kennen. Dieser ist spezialisiert auf Formgedächtnislegierung und Elastizität. Mit Gotthard arbeitete Krähenbühl für seine Kunstobjekte bis 2013 zusammen.
Zudem arbeitete Krähenbühl 2007 mit dem Nationalen Forschungszentrum für Physik der Universität Genf zusammen und entdeckte für seine künstlerische Arbeit die Supraleitung, die das Schweben von Materialien ermöglicht. In Zusammenarbeit mit dem Chemiker und Plastikforscher Rudolf Koopmans produzierte Krähenbühl im September 2017 rund 730 Drucke, die seinen Verbrauch an Lebensmittelverpackungen über ein Jahr hinweg zeigen.
Krähenbühl stellte seine Werke national wie auch international in zahlreichen Ausstellungen aus. Auch wurden seine Werke, die oft im öffentlichen Raum zu sehen sind, mehrfach ausgezeichnet.

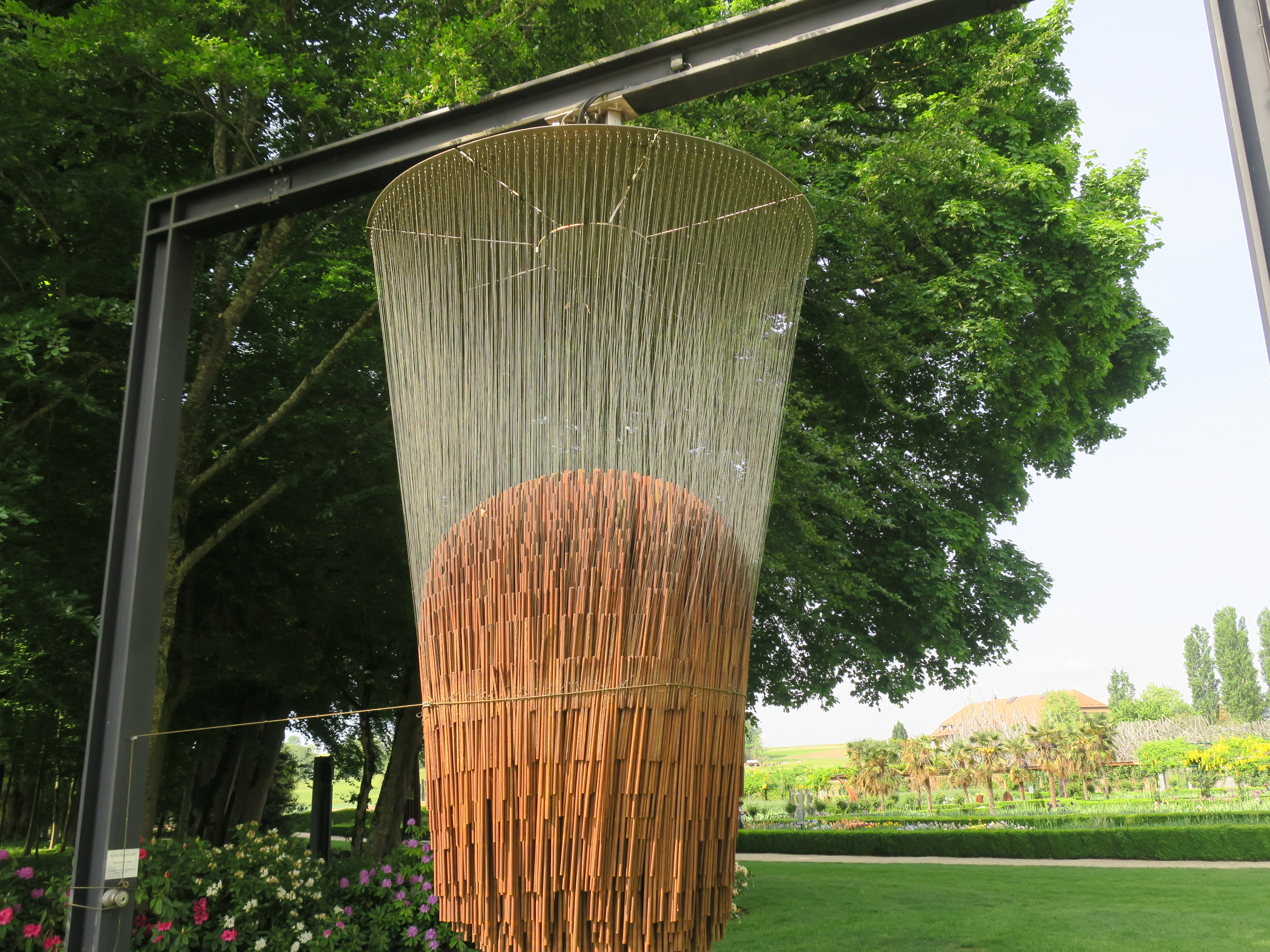
bing-bang, Château de Vullierens
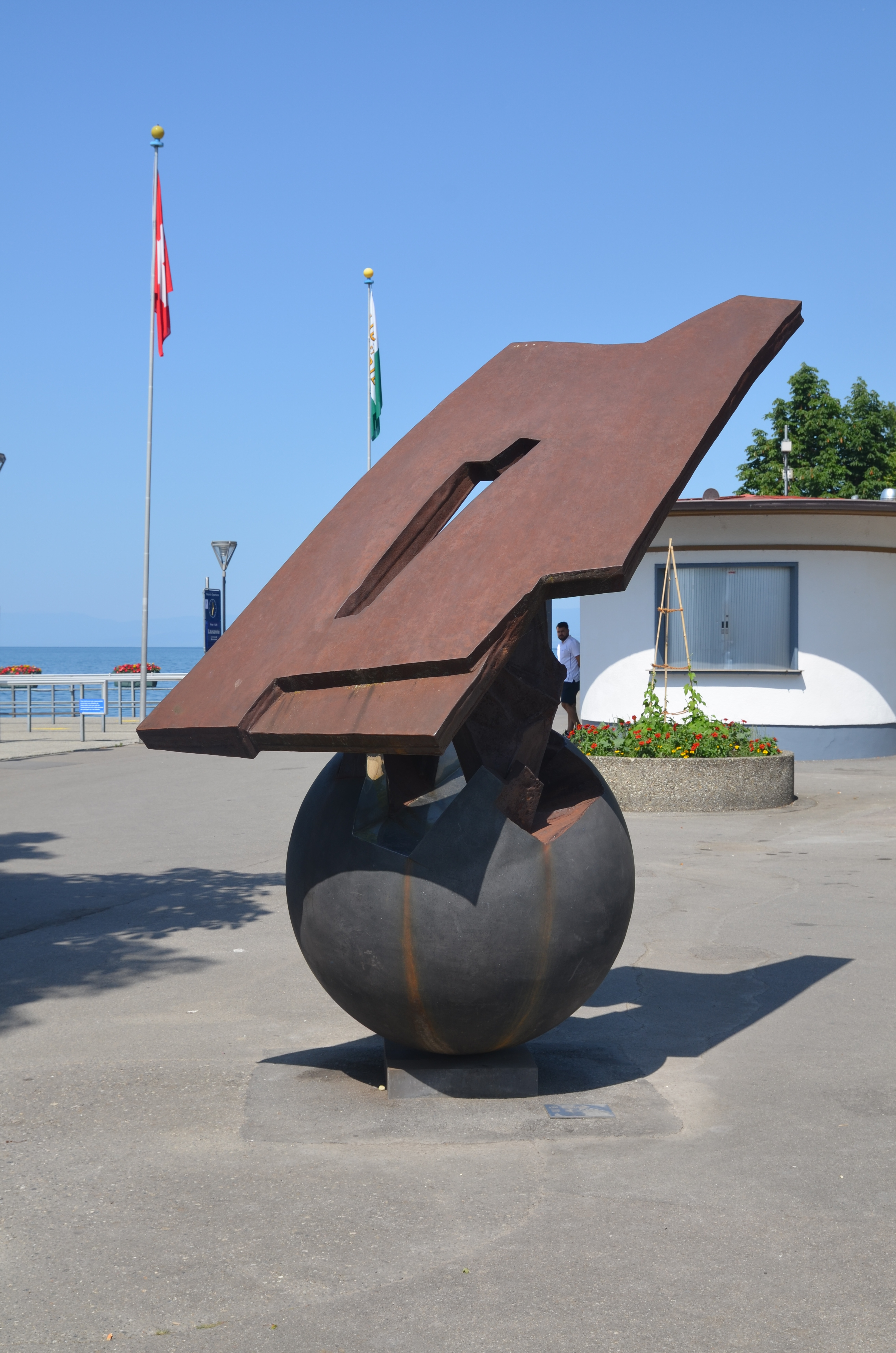
Ganymède, Vevey
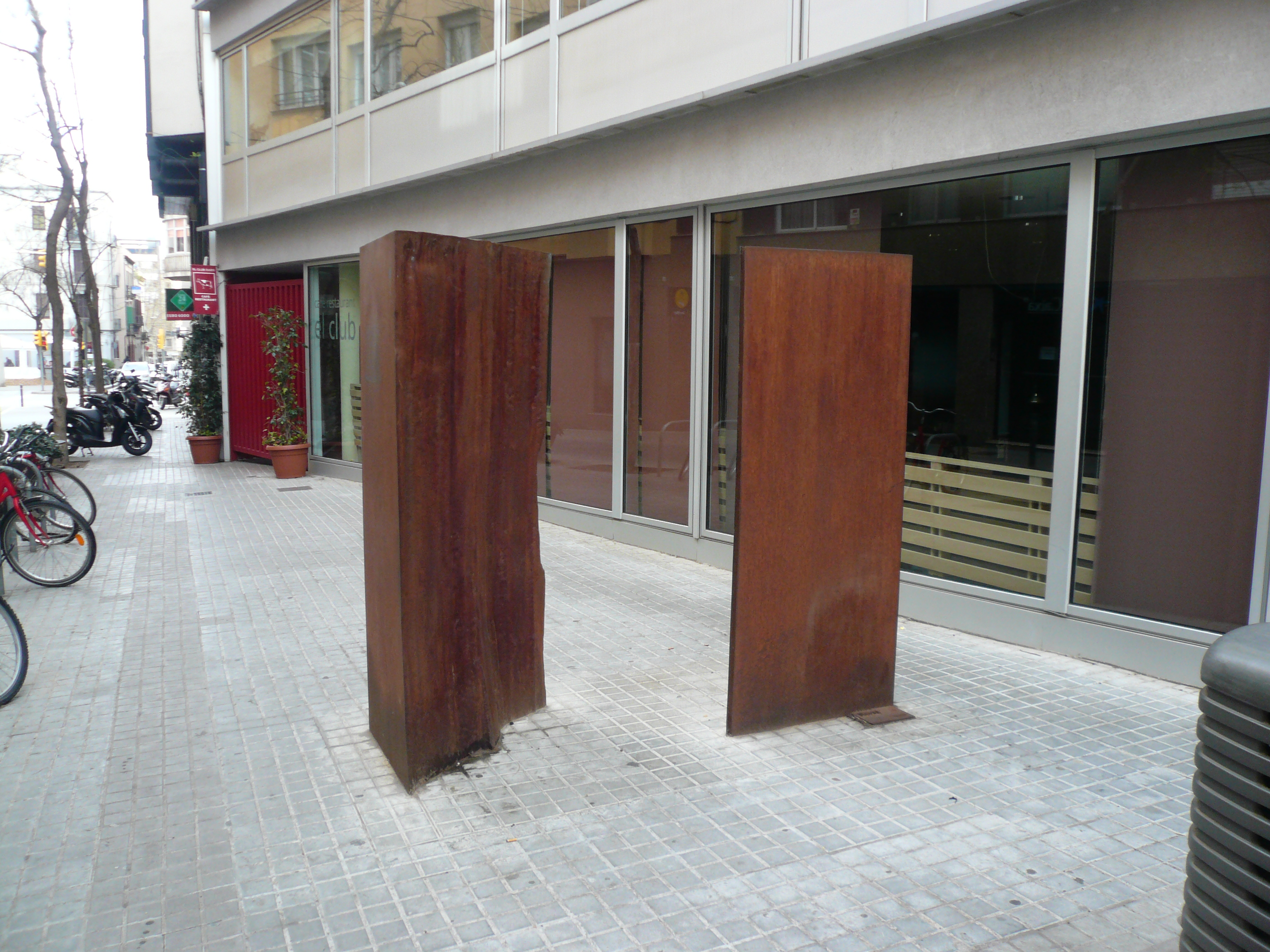
Kobé
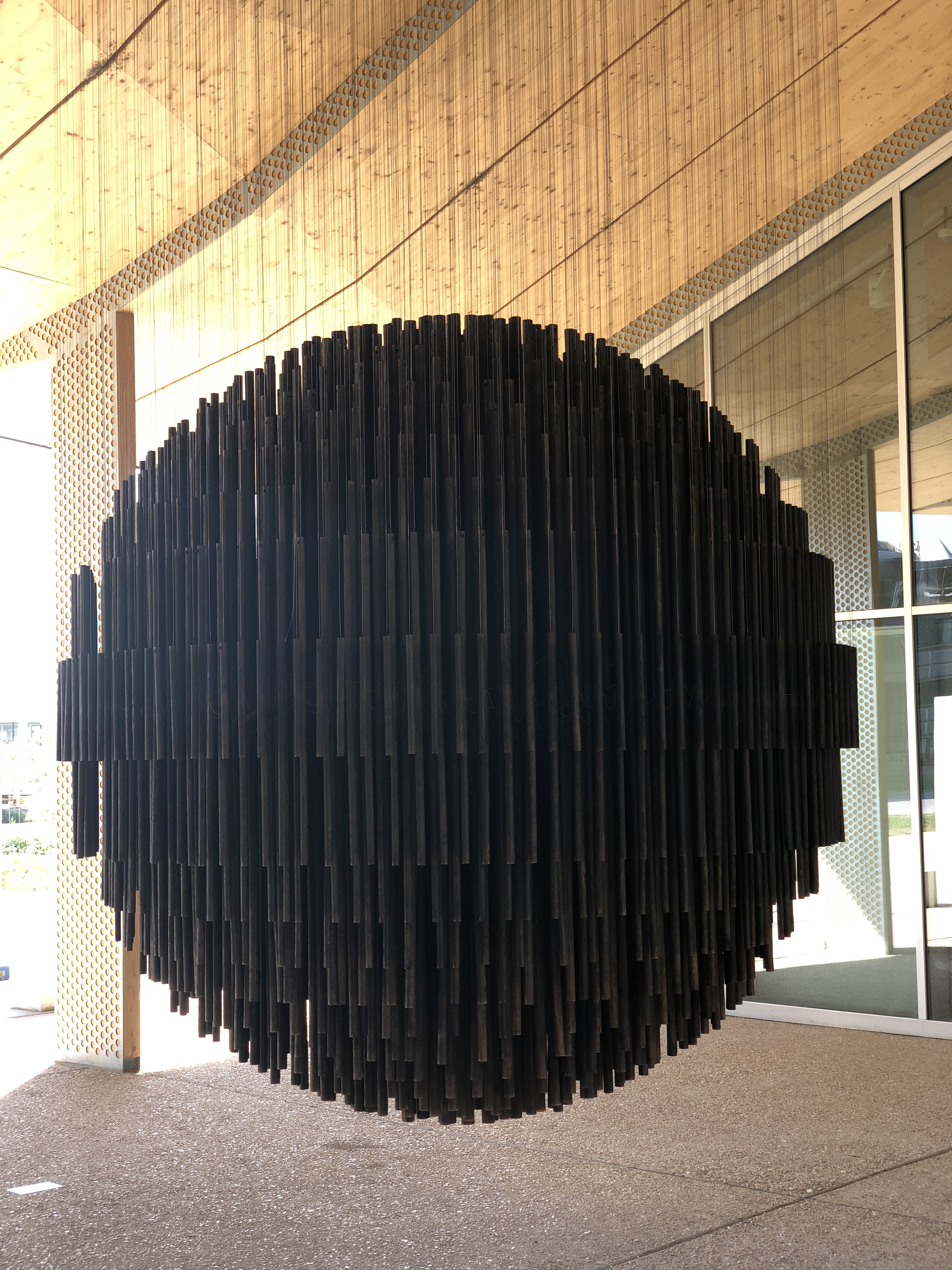
La boule de l’ArtLab EPFL – Bâtiment de Kengo Kumo